# IC 1637
IC 1637 је спирална галаксија у сазвјежђу Вајар која се налази на листи објеката дубоког неба у Индекс каталогу.
Деклинација објекта је - 30° 26' 19" а ректасцензија 1h 11m 1,2s. Привидна величина (магнитуда) објекта IC 1637 износи 12,8 а фотографска магнитуда 13,5. Налази се на удаљености од 74,990 милиона парсека од Сунца. IC 1637 је још познат и под ознакама ESO 412-10, MCG -5-4-3, AM 0108-304, IRAS 01086-3042, PGC 4227.